# إيريك جوهانسن
إيريك جوهانسن (بالنرويجية البوكمول: Eirik Holmen Johansen)‏ (12 يوليو 1992 بتونسبرغ في النرويج - ) هو لاعب كرة قدم نرويجي في مركز حراسة المرمى. شارك مع Norway national under-15 association football team ‏ ومنتخب النرويج تحت 16 سنة لكرة القدم ومنتخب النرويج تحت 17 سنة لكرة القدم ومنتخب النرويج تحت 18 سنة لكرة القدم ومنتخب النرويج تحت 19 سنة لكرة القدم ومنتخب النرويج تحت 21 سنة لكرة القدم وNorway national under-23 association football team ‏. أما مع النوادي، فقد لعب مع سكونثورب يونايتد ومانشستر سيتي ونادي ساندفيورد ونادي نيويورك سيتي وWilmington Hammerheads FC ‏.

## روابط خارجية
- إيريك جوهانسن على موقع الاتحاد الأوربي (الإنجليزية)
- إيريك جوهانسن على موقع اتحاد النرويج (النرويجية)
- إيريك جوهانسن على موقع الدوري الأمريكي (الإنجليزية)
- إيريك جوهانسن على موقع قاعدة بيانات كرة القدم.إي يو (الإنجليزية)
- إيريك جوهانسن على موقع Soccerway.com (الإنجليزية)
- إيريك جوهانسن على موقع AS.com (الإسبانية)